# Gislebert Thierens
Gislebert Thierens (Groningen, 5 april 1941) is een Nederlandse theaterproducent en impresario. Hij was jarenlang de compagnon van theaterproducent en impresario John de Crane, met wie hij een aantal van de musicals van Annie M.G. Schmidt en Harry Bannink produceerde.

## Levensloop en carrière

### Studententijd en Verenigde Staten
Thierens begon zijn carrière in 1966 toen hij door De Crane werd aangenomen als chauffeur van Wim Sonneveld. In theaterseizoen 1966-1967 onderbrak Thierens zijn studie Nederlands om company manager te zijn bij de Schmidt/Bannink-musical Heerlijk duurt het langst (1965), die De Crane had geproduceerd met Willy Hofman en Piet Meerburg. 
In mei 1969 vertrok Thierens naar de Verenigde Staten van Amerika om daar zijn geluk te beproeven, maar hij sloeg een aanbod om bij de William Morris Agency in New York te gaan werken af. Terug in Amsterdam runde hij de vestiging van Galerie 20 van galeriehouder Felix Valk aan de Willemsparksweg.

### Compagnon van John de Crane
Vanaf 1 januari 1970 was Thierens compagnon van De Crane bij Disper Produkties. Aldaar produceerden Thierens en De Crane in 1971 de Amerikaanse rockmusical Salvation met onder anderen Mies de Heer, Elsje de Wijn, Bill van Dijk en Rob de Nijs en de Schmidt/Bannink-musical En nu naar bed met in de hoofdrollen Conny Stuart, Mary Dresselhuys, Frans Halsema, Jenny Arean en Hein Boele. Tevens produceerden ze diverse toneelstukken van Neil Simon, Alan Ayckbourn en Annie M.G. Schmidt. 
Naast hun werk als producent fungeerden Thierens en de Crane ook als impresario voor artiesten als Wim Sonneveld, Rients Gratama, Cabaret Vangrail met Cees Rutgers, Guus Ponsioen, Reina Boelens, Ad de Bont en Elsje Slats, Frans Halsema, Gerard Cox, Zarah Leander, Samy Molcho, Rob van Houten (Funhouse), Ramses Shaffy, Liesbeth List, Marjol Flore en Moura Lympany.

### Zelfstandig impresario en producent
Nadat hij uit dienst trad bij De Crane, richtte Thierens het Impresariaat Gislebert Thierens op. Tussen 1980 en 2005 was Thierens impresario van Jasperina de Jong en uitvoerend producent van alle producties van Kabaret Lurelei van De Jong en Eric Herfst. Daarnaast vertegenwoordigde Thierens de musicalafdeling van het Koninklijk Ballet van Vlaanderen en produceerde hij de Nederlandse musical Fien met De Jong in de hoofdrol en de gelijknamige televisieserie samen met de KRO. Ook produceerde hij in 1998 een nieuwe versie van Heerlijk duurt het langst met Jasperina de Jong en Jenny Arean afwisselend in de hoofdrol.
Thierens produceerde tevens diverse toneelstukken en cabaretprogramma's en vertegenwoordigde Seth Gaaikema, Henk van Ulsen, het Italiaanse clownsduo I Colombaioni, de dansgezelschappen Pilobolus, Donald Byrd, Momix, Les Ballets Trockadero de Monte Carlo, de Parsons Dance Company, Boris Eifmann (i.s.m. Hans Smit), Gitanos de Granada, Nuevo Ballet Español, het Staatsdansgezelschap van Wit-Rusland, Yamo Yamo (i.s.m. Karime Ouedraogo), Dansgezelschap Reflex, de theatergroepen Compagnie Philippe Genty en Purper, en de toneelgezelschappen Het Vervolg (nu Toneelgroep Maastricht) en het MUZtheater in Zaandam.
Vanaf 2003 begon Thierens met het overdragen van zijn activiteiten naar Impresariaat Wallis van Pim Wallis de Vries. In 2010 beëindigde Thierens zijn activiteiten.

## Producties

### Musical
- Heerlijk duurt het langst (1965)
- Salvation (1971)
- En nu naar bed (1971)
- Wat een planeet (1973)
- Foxtrot (1977)
- Madam (1981)
- Fien (1982)
- De gekkin van de gracht (1985)
- Publiek (1986)
- Roze krokodillen (1992)
- Lang leve de opera (1995)
- Faya (1995)
- Heerlijk duurt het langst (1998)
- 't Schaep met de 5 pooten (2002)
- A little night music (Koninklijk Ballet van Vlaanderen, 2001)
- She loves me (Koninklijk Ballet van Vlaanderen, 2002)
- Red Star Line (Koninklijk Ballet van Vlaanderen, 2003)
- Merrily we roll along (Koninklijk Ballet van Vlaanderen, 2004)

### Toneel
- Sex à la Meunière  (1971)
- Hoofdstuk Twee (1980)
- The sunshine boys (1975)
- Vechtpaar (Collaborators) (1975)
- Een doos vol kruimels (The gingerbread lady) (1976)
- Wie slaapt waar (Bedroom farce) (1978)
- Als jij de bloemen vertrapt, zal ik jou vertrappen (1976)
- Aan het langste eind (Entertaining Mr Sloane) (1983)
- Bij gebrek aan bewijs (extremities) (1984)
- Gekortwiekt (In the name of the father) (1984)
- Droom van een vrouw (Woman in mind) (1987)
- Er valt een traan op de tompoes (1988)
- Toekomstmuziek (Henceforward) (1989)
- Jaloezieën (1989)
- Jaloezieën, reprise (1990)
- Private lives (1991)
- Melanie Klein (1991)
- Goed/fout (1992)
- We hebben samen een paard (1992)
- De markiezin (1992)
- Liefdesbrieven (Love letters) (1992)
- LIefdesbrieven, reprise (1993)
- Nu sijt wellecome (Absurd person singular) (1993)
- Later is te laat (Present laughter) (1994)
- Oleanna (1994)
- De woonboot (1995)
- Morgenster (1995)
- Drie grote vrouwen (Three tall women) (1995)
- Een goed ontbijt (Skylight) (1996)
- Amanda (1996)
- Amanda, reprise (1997)
- Mussen en zwanen (1997)
- Loslopende vrouwen (1997)
- Hooikoorts (Hay fever) (1997)
- Ja ja, de liefde (Things we do for love) (1998)
- Volgens Myra (Amy's view) (1998)
- Mussen en zwanen II (1999)
- Zoo story/Old friends (1999)
- Kortsluiting (2000)
- Er valt een traan op de tompoes (1998)
- Spotgeesten (2000)
- Rose (2000)
- Shirley Valentine (2001)
- Flatzooi (2002)
- Gloed (2002)
- Rose, reprise (2002)
- Gloed, reprise (2003)
- Blue orange, co-productie met Het Nationale Toneel (2004)
- Adem (2004)

### Cabaret
- Blauwe maandag (1975)
- Je moet ermee leren leven (1975)
- Geen zee te hoog (1977)
- Tussen zomer en winter (1981)
- Victoria (1987)
- Tour de chant (1989)
- Jasperina zingt Kurt Weill (1998)
- Hommage à Brel - Flip Jordens (2003)